# Joy Zandén
Joy Zandén, född Nystroem den 5 maj 1922 i Helsingfors, död  i april 2017 i Särö, var en svensk teatermålare och textilkonstnär.

## Biografi
Zandén föddes i Helsingfors och bodde fram till tio års ålder i Paris, men på grund av växande antisemitism i Centraleuropa flyttade familjen till Sverige 1932. Hon växte upp i Göteborg där hon utbildade sig på Slöjdföreningens skola och senare på Beckmans reklamskola i Stockholm. Hon har arbetat som teatermålare på Operan i Stockholm, Stora Teatern i Göteborg samt på Det Kongelige i Köpenhamn, samt i familjens textilfirma där hon skapade textilmönster.
Äldre kollektioner av hennes textilmönster fick förnyad uppmärksamhet 2016 och 2017 då de åter trycktes upp och visades bland annat på inredningsmässan Formex 2017.

### Familj
Joy Zandén är dotter till skulptören Gladys Heyman och kompositören Gösta Nystroem, samt mor till skådespelarna Philip och Jessica Zandén.